# Amigurumi
Amigurumi (編み包み, 編みぐるみ, amigurumi, "nino de punt") és una tècnica d'origen japonès, popularitzada a mitjans del segle xx, que consisteix a teixir ninotets mitjançant ganxet. La paraula prové de la combinació de les paraules japoneses ami, que significa teixit de punt, i nuigurumi, que significa ninot amb farciment. Els amigurumis prenen forma principalment d'animals com ossets, conills, gats o gossos, però també se solen crear altres ninots amb forma humana, com personatges del còmic o amb formes antropomòrfiques. Fins i tot es fan accessoris com bosses o moneders. Els amigurumis formen part de la cultura japonesa kawaii.

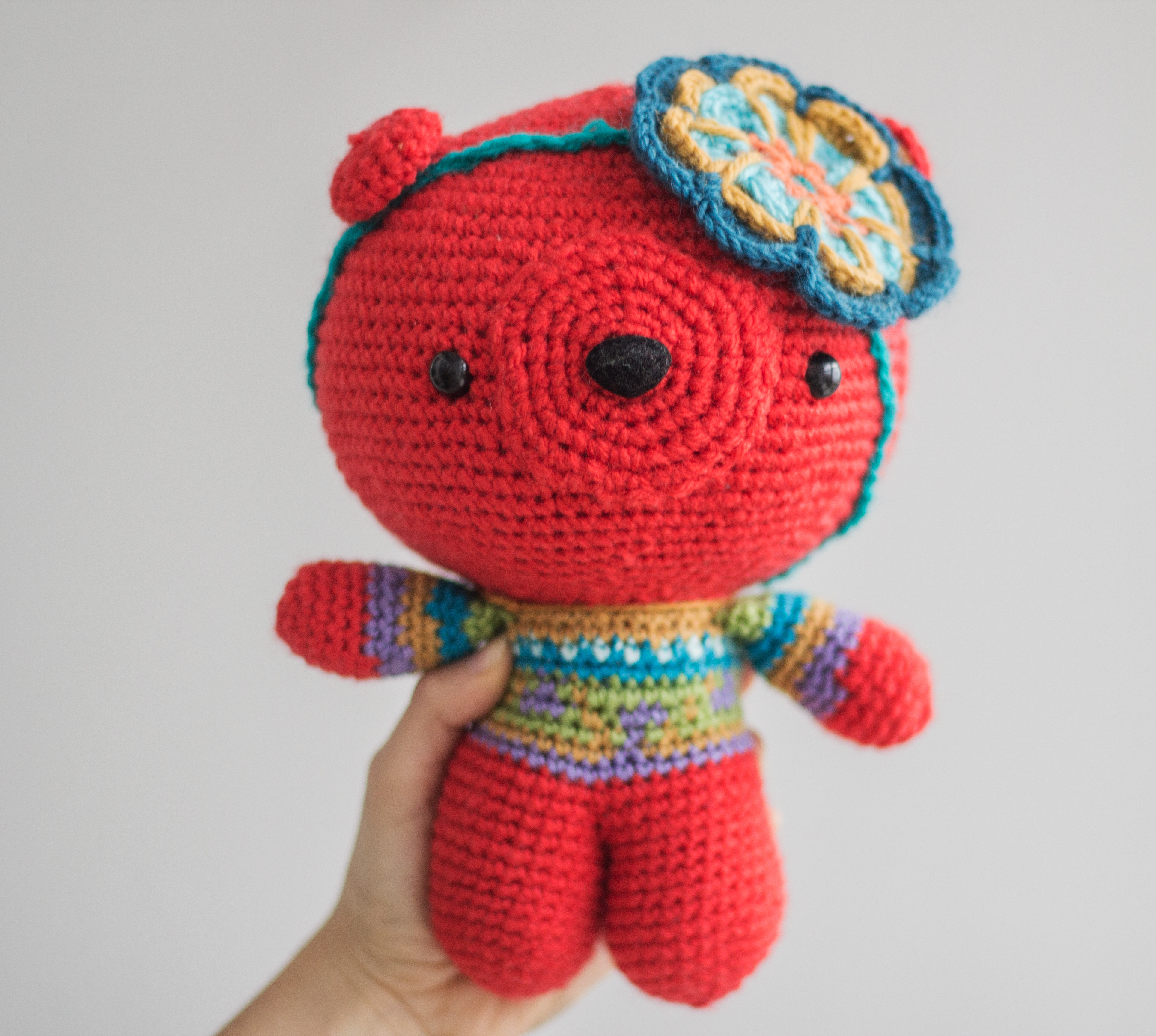
Ós d'amigurumi

En una gran part del món occidental es coneixen amb el nom de ninots de drap, encara que els amigurumis tinguin una textura superficial característica del ganxet que els diferencia d'altres ninots fets de roba.

## Materials emprats
Generalment, els amigurumis es teixeixen usant llana o fil. Aquests materials varien en gruix, color, textura i materials de què estan compostos, que van des del 100% de llana d'ovella fins a la utilització de fibres sintètiques com l'acrílic o l'elastà en diferents percentatges. Per teixir es fan servir agulles de ganxet. La mida del ganxet que s'utilitza té relació amb el que s'indica a l'etiqueta del cabdell de llana que es farà servir per a fer l'amigurumi. La relació entre el gruix del fil i el ganxet determina la tensió del teixit. L'ideal és que el teixit sigui prou ajustat perquè el farciment no es vegi i prou folgat perquè l'amigurumi sigui suau i mantingui la característica de peluix.
Per al farciment dels amigurumis s'utilitza escuma o fibra siliconada (cotó o ploma sintètica) com la que porta qualsevol peluix. Per a cosir les parts que componen l'amigurumi cal una agulla de llana (amb punta roma per a no fer malbé els fils) i fil del color de les parts que s'han de cosir, encara que normalment és el mateix fil final del teixit que s'utilitza per a unir cada part amb el seu lloc.

## Tècnica

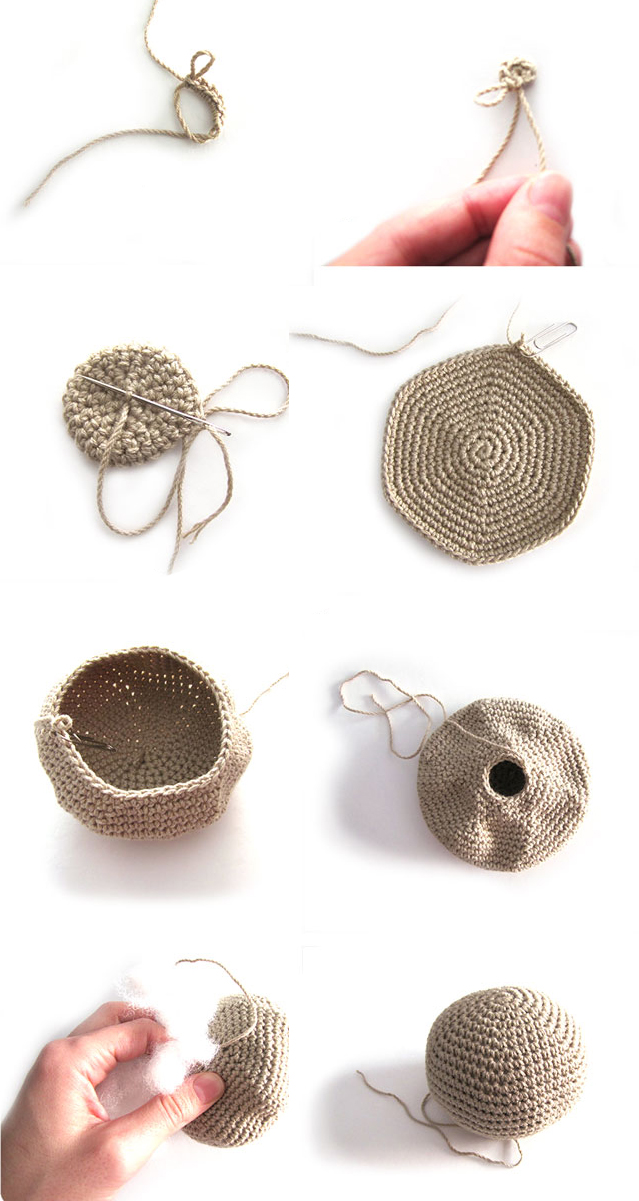
Tècnica del ganxet per fer una bola d'amigurumi.

La tècnica de ganxet utilitzada per crear amigurumis mana treballar en sentit circular i en espiral. Es comença fent una rodona, habitualment, i es fa créixer la peça en funció del volum que tingui, que pot ser una rodona, una peça allargada o una barreja. Un cop les peces estan teixides, s'uneixen per crear el ninotet.
Per exemple, per crear un animal amb quatre potes i cua, generalment -no sempre- es teixeix una peça que serà el cos, quatre peces per a les potes, una peça per a la cua, i una altra per al cap. Si al cap es volen afegir orelles, nas, ulls, etc., aquestes seran noves peces que aniran cosides després al cap. Els dissenyadors de patrons d'amigurumis recomanen sempre crear primer totes les peces i després unir-les. Majoritàriament, els amigurumis es realitzen amb la tècnica del ganxet, però també es poden teixir amb dues agulles (tricot).